# 33V busz (Budapest)
A budapesti 33V jelzésű autóbusz az Élmunkás tér és a Bécsi út között közlekedett. A járatot a Budapesti Közlekedési Vállalat üzemeltette.

## Története
1981. január 19-én kezdődött el az Árpád híd felújítása és a mai 1-es villamos kiépítése, emiatt a 33-as villamost megszüntették. Pótlására 33V jelzéssel pótlóbusz indult a Bécsi út és a Váci út között. 1981. április 1-jén a pótlóbusz útvonalát a Szent István körútig hosszabbították a Váci úti villamos Marx tér – Árpád híd szakaszának megszűnése miatt. A 33V útvonalát az M3-as metróvonal II/B (Marx tér – Élmunkás tér) szakaszának december 30-ai átadásával az Élmunkás térig rövidítették. A pótlóbusz 1984. november 5-én szűnt meg, másnap már a meghosszabbított M3-as metróval és az újonnan átadott 1-es villamossal lehetett utazni.

## Útvonala
| Bécsi út felé | Élmunkás tér felé |
| --- | --- |
| Élmunkás tér vá. – Victor Hugo utca – Hegedűs Gyula utca – Dráva utca – Visegrádi utca – Véső utca – Apály utca – Angyalföldi út – Teve utca – Róbert Károly körút – Árpád híd – Flórián tér – Vörösvári út – Bécsi út vá. | Bécsi út vá. – Vörösvári út – Flórián tér – Árpád híd – Róbert Károly körút – Angyalföldi út – Dunyov István utca – Süllő utca – Visegrádi utca – Gogol utca – Váci út – Élmunkás tér vá. |

## Megállóhelyei
| 0  | Élmunkás tér végállomás           | 13 | 12, 14 3V, 33, 43, 43, 133                                       |
| 1  | Gogol utca                        | 12 | 15, 26, 33                                                       |
| 2  | Tutaj utca                        | 11 | 33                                                               |
| 3  | Visegrádi utca (↓) Dráva utca (↑) | 10 | 79 3V, 33, 43, 43                                                |
| 4  | Véső utca (↓) Süllő utca (↑)      | 9  | 3V, 43, 43                                                       |
| ∫  | Angyalföldi út                    | 8  |                                                                  |
| 5  | Árpád híd (↓) Váci út (↑)         | 7  | 3V, 32, 32, 43, 43, 55, 55, 84                                   |
| 6  | Népfürdő utca                     | 6  | 55, 84, 184                                                      |
| 7  | Margitsziget                      | 5  | 55, 184                                                          |
| 8  | Hajógyár                          | 4  | Szentendrei HÉV 18, 18A, 37, 42, 55, 55, 118, 134, 137, 142, 184 |
| 9  | Flórián tér                       | 3  | 6, 18, 18A, 37, 86, 86, 118, 137                                 |
| 10 | Vihar utca (↓) Szőlő utca (↑)     | 2  | 18, 18A, 37, 118, 137                                            |
| 11 | Körte utca                        | 1  | 18, 18A, 37, 60, 118, 137                                        |
| 12 | Bécsi út végállomás               | 0  | 17 18, 18A, 37, 60, 60, 137 Helyközi buszok                      |